# Ghiacciaio Mincey
Il ghiacciaio Mincey  è un ghiacciaio lungo circa 19 km, che si origina dai versanti meridionali delle Anderson Heights, nei Monti Bush, e fluisce in direzione sudest andando a confluire nel ghiacciaio Shackleton nel Thanksgiving Point. I Monti Bush sono una catena montuosa dei Monti della Regina Maud, in Antartide. 
Fu scoperto e fotografato dai membri dell'United States Antarctic Service (USAS) durante i voli del 16 febbraio 1947. La denominazione fu assegnata dal Comitato consultivo dei nomi antartici (US-ACAN) in onore del sergente capo Andrew Van Mincey (1921–1983), dei United States Marine Corps, operatore radio del Flight 8A nel corso dell'operazione Highjump del 1946-47.